# Otokar Fischer
Otokar Fischer (n. 20 mai 1883, Kolín, Regatul Boemiei, Austro-Ungaria – d. 12 martie 1938, Dejvice⁠(d), Prague 6⁠(d), Cehoslovacia) a fost un traducător ceh, dramaturg, poet și critic. 

## Biografie
S-a născut în Kolín, Republica Cehă. Familia sa inițial era de etnie minoritară germană din Kolín, care a fost asimilată de cehi prin căsătorii. 
A făcut noi traduceri ale lui Goethe, Shakespeare și Villon. A fost profesor la Universitatea din Praga și director al Teatrului Național Boemian din Praga. 
A murit de un atac de cord în teatrul de la Praga, în timp ce el a aflat că armata lui Hitler a ocupat Austria. 

## Vezi și
- Listă de poeți cehi
- Listă de scriitori cehi
- Listă de dramaturgi cehi